# Le Magny (Vosges)
Le Magny korábbi község Franciaországban, Vosges megyében. Lakosainak száma 40 fő (2010. január 1.). Le Magny Montmotier és Fontenois-la-Ville községekkel határos.
2013. január 1-jén a korábbi Fontenoy-le-Château községgel egyesült és az így létrejött (azonos nevű) Fontenoy-le-Château új község része lett.

## Népesség
A település népességének változása:

| 2010 | 40 |